# تشوم بوغار (الريف الغربي)
تشوم بوغار (بالفارسية: چموم بوغار) هي منطقة سكنية تقع في إيران في قسم الريف الغربي الريفي. يقدر عدد سكانها بـ 21 نسمة بحسب إحصاء 2016.